# Mosab Hassan Yousef
Mosab Hassan Yousef (Ả Rập: مصعب حسن يوسف) là con trai của một lãnh tụ trọng yếu của Hamas vốn làm giáp điệp cho Israel trong thập niên 1990, giúp ngăn chặn được rất nhiều các vụ tấn công tự sát. Từ đó ông cải đạo theo Công giáo và sang sống ở California tại Hoa Kỳ. Tháng 3 năm 2010, ông xuất bản cuốn tự truyện của mình, Con trai của Hamas: Điều kỳ thú về Khủng bố, Phản bội, Âm mưu Chính trị, và Các Lựa chọn không thể tưởng tượng.

## Thân thế
Con trai của Hassan Yousef, một trong các thủ lĩnh Hamas tại Bờ Tây, Yousef bị các đặc công Shin Bet bắt năm 1996. Tại thời điểm này ông được tuyển dụng làm một điệp viên, và được phóng thích năm 1997.
Sau khi được phóng thích, Yousef được coi là nguồn đáng tin cậy nhất của Shin Bet trong giới lãnh đạo Hamas, có được biệt danh "Ông Hoàng Xanh" - bằng cách sử dụng màu sắc của lá cờ nhóm Hồi giáo, và "ông hoàng" vì phả hệ của ông là con trai của một trong số những người sáng lập ra phong trào. Tin tình báo do ông cung cấp cho Israel dẫn đến việc vạch trần một số mạng lưới khủng bố, và để ngăn chặn hàng chục vụ đánh bom tự sát và âm mưu ám sát nhắm vào các nhân vật Israel. Yousef làm tất cả những chuyện này không phải vì tiền.
Yousef cung cấp tin tình báo vốn dẫn đến việc bắt giữ một số nhà lãnh đạo chủ chốt của Palestine, trong đó có Ibrahim Hamid, một tư lệnh Hamas tại Bờ Tây, và Marwan Barghouti. Ngoài ra, Yousef tuyên bố phá được âm mưu đánh bom năm 2001 nhằm vào Shimon Peres, khi đó là bộ trưởng ngoại giao và từ năm 2007 là người đứng đầu nhà nước Israel.
In 2005, Yousef cải đạo sang Kitô giáo; ông rời khỏi Bờ Tây để đến Hoa Kỳ năm 2007 và sống ở California. Cuốn hồi ký của Yousef, Con trai của Hamas: Điều kỳ thú về Khủng bố, Phản bội, Âm mưu Chính trị, và Các Lựa chọn không thể tưởng tượng (ISBN 1-4143-3307-2), biên soạn với sự giúp đỡ của Ron Brackin, được xuất bản tháng 3 năm 2010.